# Ma Anand Sheela
Ma Anand Shīla (Baroda, 28 de diciembre de 1949) ―también conocida como Ambalal Patel Shīla, Shila Silverman, y más tarde como Sheela Birnstiel― fue la secretaria, terrorista y portavoz del maestro espiritual indio Osho. Fue una de las personas planificadoras del ataque bioterrorista osho de 1984.

## Primeros años
Shīla nació con el nombre de Shīla Ambalal Patel en Baroda (India); fue la menor de los seis hijos de Ambalal y Maniben Patel.
A la edad de 18, sus padres la enviaron a los Estados Unidos para asistir a la Universidad Estatal de Montclair.
Se casó con Marc Harris Silverman, un rico estadounidense y residente de Highland Park (Illinois).
Llegó a ser llamada Shīla P. Silverman.
A su regreso a la India en 1972, Shila y Silverman se relacionaron con el gurú indio Bhagwan Shri Rashnísh ―ahora comúnmente conocido como Osho―, quien los inició como discípulos y los convirtió en sanniasins. Ella tomó el nombre de Ma Anand Shīla; su esposo en Swami Prem Chinmaya.
Silverman posteriormente falleció, y Shila contrajo matrimonio con otro sanniasin, John Shelfer (Swami Jayananda).
El padre de Shila también se volvió un sanniasin, llevando el nombre de Swami Swarupananda.

## Secretaria de Osho

### Rashnishpuram
Desde 1981 a 1985, Shila fue la secretaria personal de Osho, y el 10 de julio de 1981 ella compró el Big Muddy Ranch de 64 229 acres (260 km²) para crear la comuna de Rashnishpuram (Oregón).
Era la principal administradora y portavoz de la organización, conocida por su "lengua viperina" así como por portar un revólver .357 Magnum; ella también creó una fuerza policial en torno a la comuna, armada con subfusiles Uzi y una ametralladora de calibre 39 montada en un jeep.
Fue bajo su influencia que Osho decidiera viajar a los Estados Unidos y empezara con el ashram.
En 1985, Shila visitó Australia como portavoz de Osho y adquirió prominencia nacional después de una entrevista con el reportero Ian Leslie en el programa 60 Minutes (60 Minutos) de la CBS News. Durante la entrevista, se le preguntó a Shila sobre la preocupación en los planes de expansión de la secta de Osho en la Australia occidental, a lo cual ella célebremente respondió, "Tough titties", haciéndose famosa por ello.
En 1988, durante su estancia en San Diego Correctional Facility (un centro de detención de inmigración en San Diego), Shila anunció planes para hacer "un polémico documental" sobre su vida titulado Una Hora Con Ma Shila – Tough Titties.
Mientras estuvo en Rashnishpuram, Osho dependía de Shila para gestionar la organización.
Ella fue vista como la principal ayuda de Osho,
y la segunda en el comando de la organización.
Ella también era presidente de la Fundación Internacional Rashnish.
Dentro de la organización, Shila se refería a sí misma como "La Reina".
Los dos se reunían todos los días en privado para revisar los asuntos importantes para el grupo.
La única ocasión en que Shila no se reuniría a diario con Osho era cuando ella bien hubiera estado incapacitada debido a una enfermedad, o indisponible debido a los viajes.
La mayoría de los asistentes de Shila en su círculo íntimo eran mujeres.
Aquellas mujeres eran conocidas dentro de la organización como "mamás", y las más influyentes de ellas fueron llamadas "grandes mamás".
Shila manejó las operaciones prácticamente de todos los subgrupos bajo el movimiento de Osho, así como el mismo Rashnishpuram.
El Rancho Rashnísh era administrado a través del círculo íntimo de seguidores dirigidos por Shila.
Shila tomaba las decisiones de la organización en reuniones con los seguidores en su propia vivienda en Rashnishpuram, después de reunirse con Osho.
Aquellos seguidores de Osho que no cumplían las sentencias u órdenes de Shila, se arriesgaban a ser expulsados de Rashnishpuram.
De acuerdo al libro Bioterrorism and Biocrimes (‘bioterrorismo y delitos biológicos’, en español), "Este peculiar estilo de la toma de decisiones tuvo un gran impacto sobre el movimiento del grupo para emplear agentes biológicos".
Cuando ella fue interrogada por un equipo de la NBC acerca de los comentarios racistas que Osho había hecho sobre los judíos, ella misma respondió con una broma racista, sobre el holocausto, la cual fue de la siguiente manera:

¿Cómo metes cuatro alemanes y quinientos judíos en un Volkswagen? Simple; dos alemanes adelante, dos alemanes atrás, y quinientos judíos en el cenicero.

### Elecciones del condado de Wasco
Establecida de manera fraudulenta (la magnitud verdadera del crecimiento previsto inicialmente se le restó importancia), la comuna en crecimiento fue objeto de la intensa hostilidad de oregonianos locales y pronto se vio asediada.
Shila y otros seguidores principales de Osho empezaron a darse cuenta de que las impresiones negativas de la comisión del condado (La Corte del Condado de Wasco) hacia Rashnishpuram se habían vuelto un problema para la organización.
Shila y Osho tomaron la decisión para tratar de hacerse cargo de la influencia de la Corte del Condado de Wasco en las elecciones de noviembre de 1984, en donde dos miembros serían considerados para una reelección.
En aquel entonces había unos 20,000 residentes del Condado de Wasco y 15,000 votantes registrados; en comparación con los 4,000 habitantes de la organización de Osho; la mayoría de los cuales no eran ciudadanos estadounidenses y no eran elegibles para votar.
En 1984, Shila compró 2000 personas sin hogar para Rashnishpuram, diciendo que era un experimento para albergar a los desamparados. Los nuevos residentes fueron trasladados para registrarse como votantes, en lo que fue visto como un intento de arreglar dos puestos en la Comisión del Condado de Wasco. Un juez ordenó el registro de audiencia, y la mayoría de los transeúntes dejaron el ashram después que se dieron cuenta de que no eran capaces de votar. En varias apariciones en la televisión nacional, Shila llamó a los funcionarios del estado y del condado "cerdos intolerantes", "fascistas", "llenos de mierda", y amenazó que, "Si tocan a cualquiera de nuestra gente, tendré 15 de sus cabezas, y hablo en serio".
La organización de Rashnísh trató de encontrar a una persona que fuera contra los 2 comisionados para la reelección, pero no fueron capaces de asegurar un político favorable para Rashnishpuram.

### Envenenamiento en masa y conspiraciones de asesinato
Frente a una creciente variedad de desafíos legales, legislativos y personales, las tácticas de Shila se hicieron cada vez más desesperadas, transformándose poco a poco en un comportamiento criminal.
Ella conspiró para causar una epidemia de intoxicación infectando las barras de ensaladas de los restaurantes locales con salmonella, el cual enfermó a unas 750 personas; el objetivo de Shila era evitar que los locales votaran en las elecciones del consejo del condado.
Los altos dirigentes de la organización de Rashnísh persiguieron una opción de emplear agentes biológicos para ocasionar la enfermedad en la gente del pueblo de tal manera que serían incapaces de votar durante las elecciones.
Este fue el primer acto de bioterrorismo en masa en la historia de los Estados Unidos.
Cerca de doce seguidores de Osho estaban involucrados en los intentos de crear y utilizar agentes biológicos contra los ciudadanos de Oregón.
Shila se reunió con los dirigentes principales de Osho, donde ella y otro dirigente llamado Puja discutieron "las bacterias y otros métodos para enfermar a las personas".
Según el alcalde de Rajnishpuram, KD, Shila declaró que "Ella había conversado con Bhagwan acerca del plan para reducir el número de votantes en The Dalles enfermando a la gente. Shila dijo que Bhagwan comentó que era mejor no herir a la gente, pero si unos pocos mueren no hay que preocuparse".
KD era la abreviatura de Swami Krishna Deva, el nombre dentro de la organización; el nombre real del alcalde era David Berry Knapp.
Ma Anand Puja era una enfermera que fue un asistente de confianza para Shila; Puja no pasó mucho tiempo con otros miembros de la organización de Osho.
El nombre verdadero de Puja era Dianne Yvonne Onang.
Shila y Ma Anand Puja discutieron el uso de otros agentes biológicos como la Salmonella typhi, que causa fiebre tifoidea, antes asignada como Salmonella typhimurium.
Shila y Puja rechazaron la Salmonella typhi como el agente biológico a escoger, debido a que pensaban que un brote de fiebre tifoidea traería demasiada atención indeseada a sus obras.
Ellos obtuvieron la salmonella de la Colección Americana de Tipos de Cultivos.
Después de que Shila huyó de Rajnishpuram, otros funcionarios dentro de la organización describieron el lugar, donde los agentes biológicos eran desarrollados, como un laboratorio de "armas biológicas".
Junto con otros altos dirigentes de la organización de Osho, Shila estaba directamente involucrada con los incidentes donde ellos rociaron la salmonella sobre las superficies frecuentadas por los ciudadanos en The Dalles.
Después que Ma Anand Puja había logrado contaminar las barras saladas con la salmonella, Shila la felicitó, "Pujy (refiriéndose a Puja), has hecho un buen trabajo enfermando a todos. Es una lástima que no enfermaras a más gente".
Debido a las malas relaciones entre los seguidores de Osho y la comunidad de alrededor y los desacuerdos sobre temas de zonificación, los ciudadanos locales sospecharon que habían sido deliberadamente envenenados.
Diez barras de ensaladas en The Dalles, Oregón, fueron contaminadas con agentes biológicos de la salmonella por algunos de los seguidores de Osho.

### Vuelo y condenas
El 13 de septiembre de 1985, Shila huyó de la comuna junto con muchos otros seguidores de Osho.
Dos días más tarde, el mismo Bhagwan acusó a Shila de provocación de incendio, escuchas telefónicas, intento de asesinato y envenenamiento en masa.
Shila negó esto, y los titulares en el periódico de Oregón The Oregonian decían, «Shila tilda a Rashnísh de "mentiroso"».
"¡Al infierno con Bhagwan!," dijo Shila cuando se le preguntó por los cargos que Osho había dirigido en su contra.
Osho afirmó que Shila realmente había escrito el Libro del rashnishismo, publicado bajo su alias, en el cual decía que el rashnishismo no debería ser considerado como una religión.
Las ropas de Shila, junto con 5000 copias del Libro del rajnishismo, fueron quemadas por 2000 seguidores de Osho.
Ella fue sustituida como su secretaria por Ma Prem Hasya (Francoise Ruddy), la exesposa del productor de Hollywood Al Ruddy.
Un 3 de noviembre de 1985, en una presentación en el programa 60 Minutes del CBS News, Shila afirmó que Osho era responsable por "explotar personas usando su debilidad humana y sus emociones".
Cuando fue consultada sobre lo que creía respecto de si la religión del rashnishismo era simplemente una estafa, Shila respondió, "Absolutamente".
Shila mantiene que Osho fue cómplice en sus actos criminales.
Desde 1987, Shila ha sostenido que Osho dirigió cada movimiento criminal y violento."
Las autoridades descubrieron extensas redes de escuchas telefónicas y laboratorios bioterroristas en la casa de Shila.
Ella fue arrestada el 28 de octubre de 1985 en Alemania Occidental y extraditada a los Estados Unidos el febrero de 1986, por los cargos de fraude de inmigración, arreglo de más de 400 matrimonios falsos, e intento de asesinato al médico personal de Osho, Swami Devaraj (Dr. George Meredith); por envenenamiento.
El enjuiciamiento de Shila y Puja se dividió entre el estado y la aplicación de la ley federal.
El fiscal general de Oregón manejó el procesamiento judicial relacionado con el envenenamiento de funcionarios locales de Oregón, los comisarios Matthew y Judge Hulse.
La Oficina del Fiscal de los Estados Unidos era responsable por los incidentes de envenenamiento en los restaurantes de Oregón.
Shila y Puja se declararon culpables en el tribunal del estado de Oregón el 22 de julio de 1985, sobre los cargos de asalto de primer grado, y de conspiración/atentado relacionado al envenenamiento de Judge Hulse el 29 de agosto de 1984.
Cada uno de estos cargos por separado dieron una pena máxima de una multa de $100,000, además de una pena de cárcel de 20 años.
Shila y Puja también se declararon culpable de un asalto de segundo grado y de conspiración/atentado, por el envenenamiento del Comisario Matthew.
Los cargos de asalto de segundo grado y de conspiración/atentado trajeron consigo una pena máxima de una multa $100,000 además de 10 años en la cárcel.
Shila y sus co-conspiradores admitieron el intento de asesinato, envenenamiento de dos oficiales del condado, el incendio a una oficina del condado, y la creación de una elaborada red de escuchas telefónicas en los sistemas de teléfonos de la comuna, entre otros cargos. Shila y Puja fueron condenadas a 24 años de cárcel en una prisión federal,
y multadas con $470,000.
Ella fue multada con $400,000, más un cargo de $69,353.31 en concepto de daños de restitución para ser pagados al Condado de Wasco, Oregón.
En total, Shila recibió sentencias de 20 años en presión.
El Estado de Oregón recomendó que el tiempo de prisión de Shila fuese pasado en una prisión federal.
Shila y Puja cumplieron su tiempo de encarcelamiento en Pleasanton, en una prisión para criminales de delitos de guante blanco.
Ella fue liberada después de dos años y medio e inmediatamente se fue para Suiza el 13 de diciembre de 1988.
El Estado de Oregón tenía la intención de acusar a Shila y Puja con crímenes adicionales después de que sus condenas federales hubiesen sido cumplidas, pero las dos se fueron para Europa antes de que el Departamento de Justicia de los Estados Unidos diera aviso a Oregón.

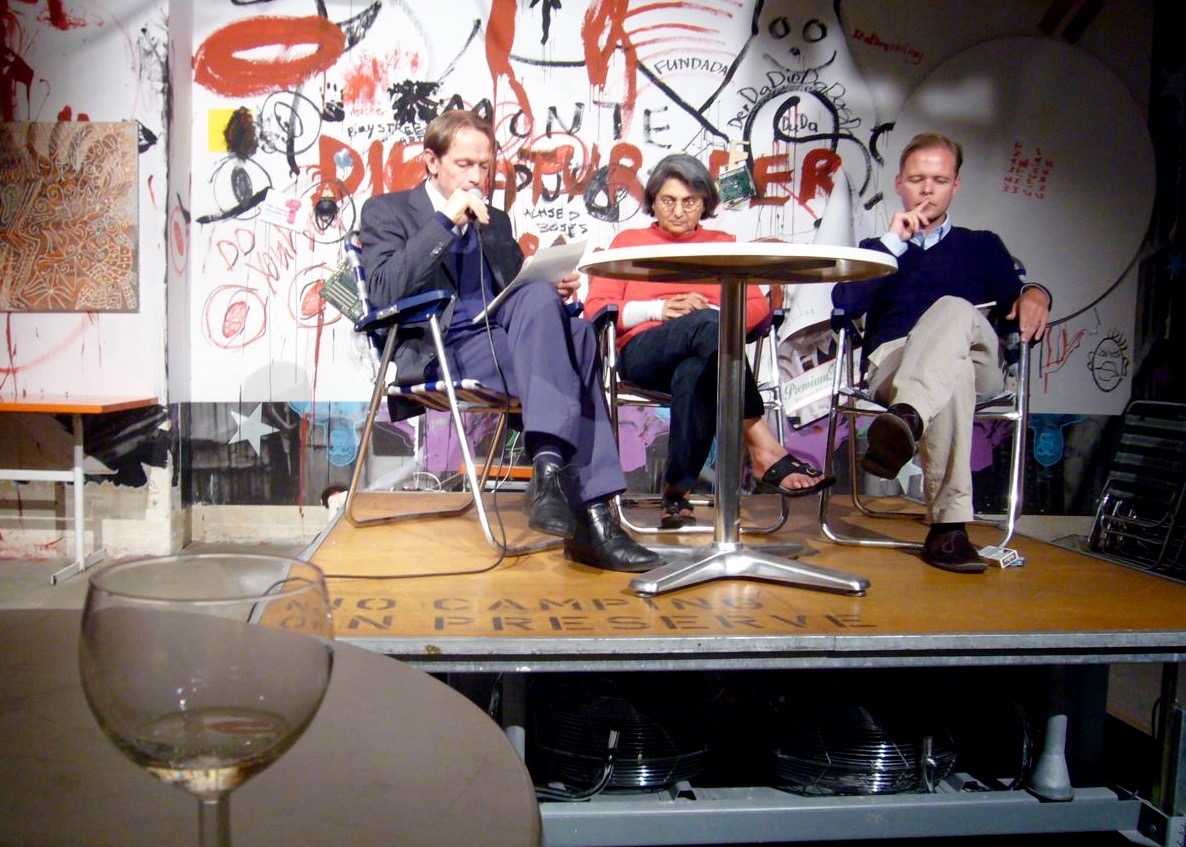
Sheela (centro) en Cabaret Voltaire, 2008

## Liberación y Tercera Edad
En diciembre de 1988, Shila fue liberada por buen comportamiento después de cumplir veintinueve meses de una condena de 20 años por intento de asesinato de Meredith, asalto de primer y segundo grado (envenenamiento) de funcionarios públicos, fraude de inmigración, escuchas telefónicas dentro de Rashnishpuram y el ataque bioterrorista rajnishe de 1984.
Perdió también su Tarjeta de Residencia Permanente en Estados Unidos.
Tras su liberación, Shila regresó a Europa y se casó con Swam Dhyan Dipo (Urs Birnstiel), un compañero sanniasin acusado en los Estados Unidos por un condado federal de conspiración de escuchas telefónicas.
Ella ganó la inmunidad de la extradición de futuros cargos, incluyendo aquellos relacionados al complot de 1985 para asesinar al procurador Charles Turner; sin embargo, fue condenada por un tribunal suizo en 1999 por "preparación de actos criminales en la comisión de asesinato", pero su tiempo en la cárcel no se prolongó.
Después de su liberación, Shila se trasladó a Suiza donde comenzó una nueva profesión administrando dos residencias de personas mayores.
Su esposo, sin embargo, siguió siendo buscado por las autoridades estadounidenses hasta su muerte en 1993.
Ella ha continuado residiendo legalmente en Suiza, siendo la viuda de un ciudadano suizo.
En 2008 Sheela colaboró con David Woodard y Christian Kracht en una exposición de arte en Cabaret Voltaire, Zürich.

## Citas
1. 1 2 3  Senior, Jeanie; Dave Hogan (22 de enero de 2000). «Indian guru follower Anand Shila arrested after German TV show: Bhagwan Shree Rashnsh's former spokeswoman is freed because a Swiss court already convicted her in 1999». The Oregonian.
2. 1 2 3  «Shila uses words as weapons in bid to serve Rajneesh (part 8 of 20)». The Oregonian (Oregon Live). 7 de julio de 1985. Consultado el 8 de julio de 2011.
3. ↑  Geist, William E. (16 de setiembre de 1981). «Cult in castle troubling Montclair». The New York Times (The New York Times Company). Consultado el 17 de diciembre de 2009.
4. ↑  Clark, Taylor (16 de diciembre de 2007). «The Red Menace». Willamette Week (Portland, Oregon: City of Roses Newspapers). Archivado desde el original el 29 de septiembre de 2007. Consultado el 10 de julio de 2011.
5. ↑  Carter 1990, p. 47.
6. ↑  Petacque, Art (20 de enero de 1986). «Local lawyers help reel in cult fugitive». Chicago Sun-Times (Chicago Sun-Times, Inc.). p. 16.
7. ↑  McCann 2006, p. 152.
8. 1 2  Carter 1990, p. 277.
9. 1 2 3 4 5 6  Oregon Historical Society, 2002
10. 1 2 3 4 5 6 7 8 9 10 11  Carus 2002, p. 51.
11. 1 2  Coster, P. (10 de mayo de 1985). «A Pistol-Packin' Shila with a Tongue to Match». The Courier-Mail.
12. ↑  Turner, G. (10 de mayo de 1985). «Bhagwan Hits out as Commune Chiefs Flee». The Courier-Mail.
13. ↑  Tucker 2000, p. 116.
14. ↑  «Blinded». The Canberra Times (Fairfax Media). p. 8 (Section A).
15. 1 2  Granath, Natasha (20 de octubre de 2005). «Orange princess has aged but not mellowed». The West Australian.
16. ↑  Dennis, Anthony (20 de junio de 1988). «Colourful Cult Ambitions». Sydney Morning Herald. p. 28.
17. ↑  Lacquer 2000, p. 69.
18. ↑  Lalich 2004, p. 9.
19. ↑  Lax 2005, p. 130.
20. ↑  Collins 2002, p. 115.
21. 1 2  Goldwag 2009, p. 44.
22. 1 2  Tucker 2000, p. 119.
23. 1 2 3 4 5  McCann 2006, p. 153.
24. 1 2  Lax 2005, p. 178.
25. ↑  Life as laughter: following Bhagwan Shree Rajneesh, by Bob Mullan, page 135
26. ↑  Mullan 1983, p. 135.
27. ↑  Carter 1990, pp. 124, 165, 195, 237.
28. 1 2 3 4 5 6 7  Carus 2002, p. 52.
29. ↑  Tucker 2000, p. 123.
30. ↑  «Street People Deny Political Role». The Washington Post (The Washington Post Company). 19 de setiembre de 1984. p. A28.
31. ↑  Carter 1990, p. 195.
32. 1 2 3  Reed, Christopher (24 de julio de 1986). «Sect women gaoled for attempt to kill doctor: Former aide to Indian guru Rashneesh jailed in US for poisoning». The Guardian.
33. 1 2  Kahn 2009, p. 41.
34. 1 2  McCann 2006, p. 154.
35. 1 2  Carus 2002, p. 53.
36. ↑  McIsaac 2006, p. 25.
37. 1 2 3  McIsaac 2006, p. 26.
38. ↑  Kahn 2009, p. 42.
39. ↑  Carus 2002, p. 55.
40. ↑  Carus 2002, p. 56.
41. ↑  Carus 2002, p. 57.
42. ↑  McPheters, p. 152.
43. 1 2 3 4 5 6  Collins 2002, p. 118.
44. ↑  Tucker, 2000, p. 120
45. 1 2  Wellman 2007, p. 171.
46. ↑  Kushner 2002, p. 307
47. ↑  «Judge Refuses Bail For Guru's Ex-Secretary». The New York Times (The New York Times Company). 15 de febrero de 1986. p. 6 (Sección 1).
48. 1 2 3 4 5 6 7 8 9 10  Tucker 2000, p. 136.
49. 1 2 3  Miller 2002, p. 32.
50. 1 2  Carter 1990, p. 237.
51. 1 2  Miller 2002, p. 337.
52. 1 2  «Rashnishi Prosecutions». The Oregonian (Oregon Live). Archivado desde el original el 19 de abril de 2011. Consultado el 18 de julio de 2011.
53. ↑  Cabaret Voltaire, Dreamachine: David Woodard, Sheela Birnstiel, Christian Kracht Archivado el 12 de agosto de 2016 en Wayback Machine., mayo 2 hasta agosto 24 2008.

### Lectura adicional
- Collins, Catherine Ann (1992), «Chapter Nine: Ma Anand Shila: Media Power through Radical Discourse»,  en King, Andrew, ed., Postmodern Political Communication: The Fringe Challenges the Center, Praeger Publishers, pp. 115-131, ISBN 0275938409.
- The Oregonian staff (14 de diciembre de 1988). «Shila: A Chronology». The Oregonian (Oregonian Publishing Co.). p. E06.